# Klaus Biemann
Klaus Biemann (* 2. November 1926 in Innsbruck; † 2. Juni 2016 in Brunswick, Maine) war ein österreichisch-amerikanischer Chemiker, der sich mit der Entwicklung von Massenspektrometern u. a. für die Viking Mars-Mission einen Namen machte. Biemann gilt als einer der Väter der organischen Massenspektrometrie.

## Leben und Wirken
Biemann studierte an der Universität Innsbruck Organische Chemie und promovierte dort 1951. Nach verschiedenen Studienaufenthalten wechselte er 1955 an das Massachusetts Institute of Technology (MIT) zur Gruppe um George H. Büchi. 1958 beschaffte er sein erstes Massenspektrometer, das in Folge zur Proteinidentifikation eingesetzt wurde. Seine Arbeitsgruppe entwickelte dabei auch numerische Verfahren für die Auswertung im Bereich Proteomics und war eines der führenden Labors im Bereich Massenspektrometrie. Biemann gilt daher heute als einer der Väter der organischen Massenspektrometrie. Bereits 1963 war er Full professor am MIT, mit dem er zeit seines Lebens verbunden blieb. 1976 wurde im Viking-Lander das von Biemann entwickelte GC-MS benutzt, um die einzelnen Komponenten des Marsbodens bestimmen zu können. Dazu wurden Proben des Marsbodens auf verschiedene Temperaturen erhitzt und die jeweils austretenden Gase analysiert.
Mit seiner Frau Vera († 2008) hatte er zwei Kinder.

## Ehrungen
- Stas Medaille der Belgian Chemical Society (1962)[4]
- Fellow der American Academy of Arts and Sciences (1966)[5]
- Fritz-Pregl-Medaille der Austrian Microchemical Society (1977)[4]
- NASA Exceptional Scientific Achievement Medal (1977)[4]
- Guggenheim Fellow (1983)[6]
- Field and Franklin Award in Applied Mass Spectrometry der American Chemical Society (1986)[7]
- Thomson Medaille der International Mass Spectrometry Foundation (1991)[8]
- Pehr Edman Award (1992)[9]
- Mitglied der National Academy of Sciences (1993)[10]
- Beckman-ABRF Award der Association of Biomolecular Resource Facilities (1995)[9]
- ACS Analytical Chemistry Award der American Chemical Society (2001)[11]
- Benjamin Franklin Medal in Chemistry des Franklin Institute (2007)[4]